# AB Storstockholms Lokaltrafiks Järnvägar
AB Storstockholms Lokaltrafiks Järnvägar, SLJ, var ett helägt dotterbolag till landstingsägda kollektivtrafikbolaget AB Storstockholms Lokaltrafik, SL. SLJ var en sammanslagning av Järnvägsaktiebolaget Roslagsbanan (RB) och Trafikaktiebolaget Saltsjöfart (TS). SLJ drev två av Stockholms förortsbanor, Roslagsbanan och Saltsjöbanan, från 1 januari 1980 till den 1 april 1991. Då överfördes infrastrukturen till SL Bansystem AB och trafiken till SL Tåg AB. Även dessa bolag är nedlagda. SL Bansystem AB uppgick tillsammans med SL Fastigheter AB i SL Infrateknik AB år 2000. Trafiken för Roslagsbanan överläts 1998 till AB Linjebuss. Resterande tågtrafik överfördes till SL Tunnelbanan AB som senare såldes till CGEA Transport AB.  